# Музей лісу і сплаву
Музе́й лі́су і спла́ву — розташований біля села Синевир (Міжгірський район, Закарпатська область), на річці Озерянці (Чорна Річка), по якій колись сплавляли ліс, постачаючи його до Угорщини.
Музей лісу і сплаву знайомить зі знаряддями праці лісорубів і плотогонів (бокорашів).
У місці, де створено музей, в середині XIX ст. було побудовано унікальну гідротехнічну споруду — клявзу. Це була гребля з воротами для скидання води. Гребля функціонувала до 1960 р. У середині 1990-х рр. споруда була відновлена, і на її основі створено музей, який входив до складу Національного природного парку «Синевир».
Український Музей лісу і сплаву належить Мінекології, він зазнав значних пошкоджень під час катастрофічних паводків 1998 та 2001 років і стоїть напівзруйнований. За останніми відгуками, музей не працює.
Нижче по течії, на відстані близько 2 км від музею, розташований водоспад Шипун.